# Spermophora masisiwe
Spermophora masisiwe is een spinnensoort uit de familie trilspinnen (Pholcidae). De soort komt voor in Tanzania. 